# Désiré Charnay
Pour les articles homonymes, voir Charnay.
Claude-Joseph Le Désiré Charnay, dit Désiré Charnay, né le 2 mai 1828 à Fleurie, mort le 24 octobre 1915, est un explorateur, archéologue et photographe français.

## Biographie
Très vite passionné par les voyages, il décide de faire le tour du monde pour en « recueillir un album photographique et topographique des lieux les plus célèbres ou les plus intéressants ». Après avoir enseigné le français à l’âge de 23 ans à La Nouvelle-Orléans, il part pour sa première expédition au Mexique, via les États-Unis, entre 1857 et 1860. Avec cette mission, il est le premier à photographier les sites de Mitla, Izamal et Chichén Itzá. Il obtient après ce voyage une certaine reconnaissance, en publiant en 1862 l’album photographique « Cités et ruines américaines ».
Ses territoires d’investigation ne se limitent pas à la Mésoamérique : il part pour Madagascar en 1863, puis à Java et en Australie en 1878. Tout au long de sa vie, il organise des missions pour photographier des nouveaux lieux, tout en retournant régulièrement au Mexique, en 1880-1882 et en 1886.

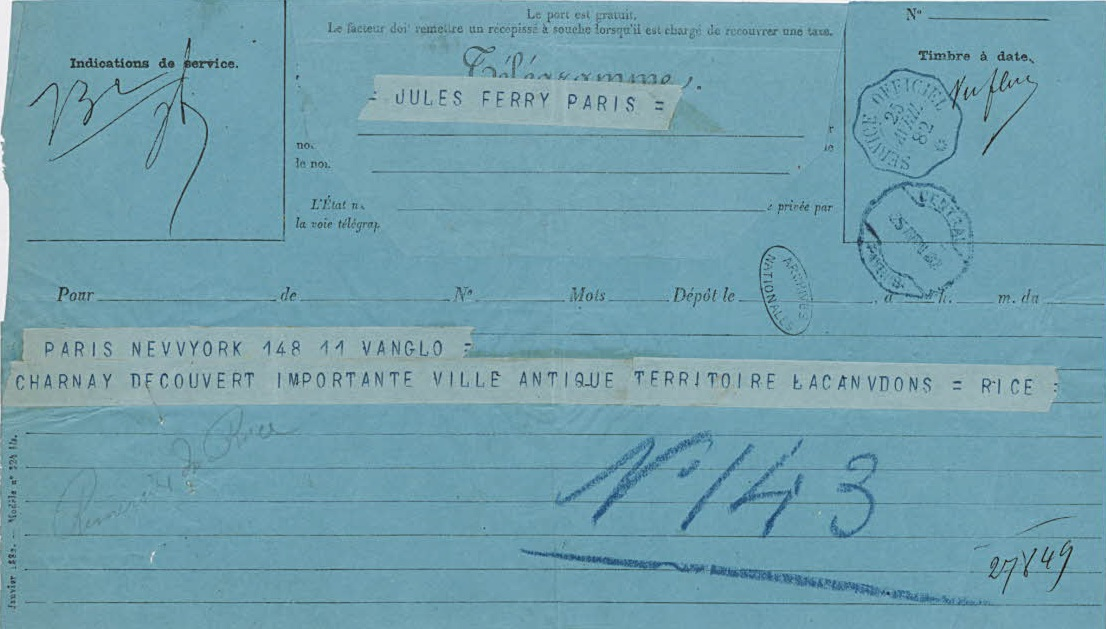
Télégramme de Rice, collaborateur du philanthrope Pierre Lorillard IV qui finançait l'expédition de Désiré Charnay, annonçant à Jules Ferry, ministre de l'instruction publique, la découverte d’une cité maya inconnue, Yaxchilan.
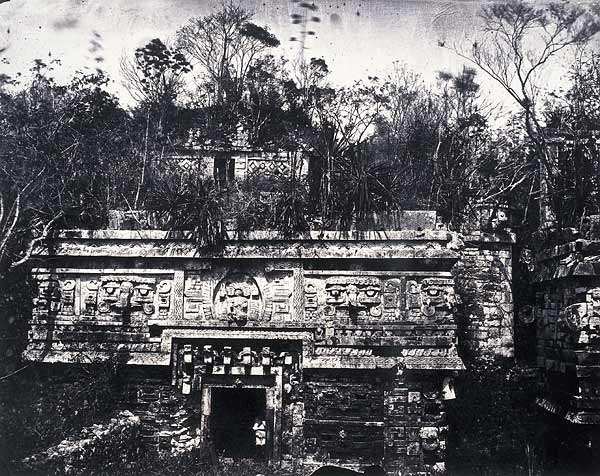
Façade principale du palais des Nonnes à Chichén Itzá (1859-1860).

Il traduit et présente les Lettres de Fernand Cortès à Charles-Quint sur la découverte et la conquête du Mexique en 1896 ; dans son texte introductif, il se montre sensible au sort des Amérindiens vaincus, et critique à l'égard des atrocités commises par le conquistador espagnol, dont il reconnaît par ailleurs le génie militaire.
Il meurt en 1915 à Paris et est inhumé au cimetière du Père-Lachaise.

## Citations
D. Charnay conclut sa préface aux Lettres de Fernand Cortès à Charles-Quint sur la découverte et la conquête du Mexique par un jugement anticolonialiste sévère à l'égard de Hernan Cortès : « En somme, la conquête de Cortès qui donna à l'Espagne un empire de cinq cents lieues de diamètre du nord au sud et de quatre cents de l'est à l'ouest coûta au Mexique plus de dix millions d'êtres humains emportés par la guerre, les maladies et les mauvais traitements ; de sorte que cet homme de génie peut entrer sans conteste dans la redoutable phalange des fléaux de l'humanité ».

### Exposition
- Le Yucatan est ailleurs, Expéditions photographiques de Désiré Charnay, Musée du Quai Branly (2007)[3]

### Émission de radio
- Désiré Charnay sur les traces des Mayas, le 17 février 2021 dans Franck Ferrand raconte sur Radio Classique

## Source
- Musée du quai Branly